# Пауло Фрейре
Пауло Фрейре (порт. Paulo Freire; нар. 19 вересня 1921, Ресіфі, Бразилія — пом. 2 травня 1997, Сан-Паулу, Бразилія) — видатний бразильський педагог і психолог, професор Папського католицького університету, голова відділу народної освіти Сан-Паулу, почесний професор 29-ти університетів Європи та Північної Америки; реформатор шкільної освіти в Бразилії.

## Біографія
Уродженець сім'ї середнього достатку з Ресіфі (Пернамбуку), Фрейре пізнав голод і злидні в роки економічної кризи 1930-х, коли важке економічне становище не дозволяло йому отримати повноцінну освіту. У 1931 році сім'я перебралася в Жабоатан-дус-Гуарарапіс.
У 1943 році Фрейре вступив до Університету Ресіфі. Хоча він навчався на юриста, багато часу він приділяв вивченню філософії (особливо феноменології) і психології мови. Після випуску він вирішив не працювати за фахом, а став учителем португальської мови в середній школі. У 1944 році він одружився з Ельзою Майєю Костою де Олівейрою, з якою разом працював у школі й виховав п'ятьох дітей.
У 1946 році Фрейре був призначений директором Відділу освіти і культури соціальної служби штату Пернамбуку.
Свої ідеї про філософію освіти він виклав в докторській дисертації, захищеної в Університеті Ресіфі в 1959 році. Там же він викладає історію і філософію педагогіки. В 1961 році у Фрейре був призначений директором Департаменту культурного розвитку в Університеті Ресіфі.
В 1962 році він отримує можливість застосувати свою теорію на практиці і навчає 300 неписьменних працівників цукорних плантацій читати і писати за 45 днів. Після цього бразильське уряд лівоцентристського президента Жуана Гуларта схвалює створення тисяч подібних культурних гуртків по всій країні.
В 1964 році, після правого військового перевороту, диктатура забороняє їх діяльність. Фрейре, християнський соціаліст, який симпатизував Кубинської революції і лівим рухам в країні, був арештований і поміщений у в'язницю як «зрадник», де знаходився 70 днів. Після вигнання і короткочасного перебування в Болівії, Фрейре 5 років працює в Чилі на місцевий християнсько-демократичний уряд і ФАО при ООН, в тому числі в Чилійському інституті аграрних реформ над програмою освіти дорослих.
В 1967 році у Фрейре публікує свою першу книгу «Освіта як практика свободи» (англ. Education as the Practice of Freedom). За якою слідує його найвідоміша книга «Педагогіка пригноблених» (порт. Pedagogia do Oprimido, англ. Pedagogy of the Oppressed), вперше опублікована в Португалії в 1968 році. У 1970-х роках книга була переведена на іспанську та англійську мови. У самій Бразилії книга була видана тільки в 1974 році в умовах ослаблення авторитарного режиму.
Провівши рік в Кембриджі (штат Массачусетс), де він викладав в педагогічній школі Гарвардського університету, Фрейре перебрався в Женеву (Швейцарія), де був спеціальним радником Всесвітньої ради церков в питаннях освіти. Крім того, він консультував ліві рухи, які прийшли до влади в колишніх португальських колоніях (в тому числі в Мозамбіці і Гвінеї-Бісау), в області створення освітніх систем і боротьби з неписьменністю.
На батьківщину Фрейре зміг повернутися лише в 1980 році. Фрейре вступив в Партію трудящих і відповідав за партійну програму ліквідації неписьменності серед дорослого населення Сан-Паулу з 1980 по 1986 рік. Коли Партія трудящих перемогла на муніципальних виборах 1988 року, Фрейре був призначений секретарем за освітою штату Сан-Паулу.

## Педагогіка
|  | "Немає такого поняття, як нейтральний навчальний процес. Освіта або функціонує як інструмент, який використовується для сприяння інтеграції поколінь у логіку нинішньої системи та приведення її у відповідність, або стає "практикою свободи" - засобом, за допомогою яких чоловіки та жінки критично ставляться до реальності та виявляють, як брати участь у перетворенні свого світу." |

Пауло Фрейр сприяв філософії освіти, яка поєднувала класичні підходи, що випливали з Платона і сучасного марксистського, постмарксистського та антиколоніалістичного мислення. Його «Педагогіка пригноблених» (1968) можна вважати продовженням або відповіддю на Злості Землі Франца Фанона (1961 р.), в якій наголошувалося на необхідності забезпечення рідного народу освітою, яка була одночасно новою та сучасною, а не традиційною та антиколоніальної - не просто розширенням колонізуючої культури.
У «Педагогіці пригноблених» Фрейр, пригнічуючи гнобителів, застосовує цю різницю до освіти, висловлюючи перевагу, що освіта повинна дозволити пригнобленим повернути почуття гуманності, в свою чергу подолавши цей свій стан. Тим не менш, він визнає, що для того, щоб це сталося, пригнічений індивід повинен відігравати певну роль у їх звільненні.

Жодна педагогіка, яка є справді визвольною, не може залишатися віддаленою від пригноблених, ставлячись до них як до нещасних і подаючи для їхніх моделей емуляції серед гнобителів. Пригнічені повинні бути власним прикладом у боротьбі за свою свободу. 

Аналогічно, гнобителі повинні бути готові переосмислити свій спосіб життя та вивчити власну роль у пригніченні, якщо настане справжнє звільнення: "ті, хто справді зобов'язується людям, повинні постійно переглядати себе". 
Фрейр вважав, що освіта не може бути відірвана від політики; акт викладання та навчання вважається політичним актом сам по собі. Фрейр визначав цей зв'язок як основний принцип критичної педагогіки. Вчителі та студенти повинні бути обізнані про політику, яка оточує освіту. Те, як навчають студентів і саме чого їх навчають, відповідає політичному порядку денному. Самі вчителі мають політичні поняття, які вони вносять до класу. 
 Фрейр вважав, що "освіта має сенс, тому що жінки та чоловіки вчаться, що завдяки навчанню вони можуть переробити себе, тому що жінки та чоловіки здатні брати на себе відповідальність як істоти, здатні пізнати, що вони знають, і що вони не роблять ".  

## Діяльність
Пауло Фрейре дотримувався поглядів, що освіта повинна бути однаково відкритою для всіх верств населення, незалежно від соціального стану, расової та релігійної приналежності. 
Фрейре висунув новаторські ідеї навчання та виховання, зокрема він обстоював невідривність процесу засвоєння знань від політичного, ідеологічного, економічного та культурного контекстів. 
В освіті він вбачав могутню силу «розкріпачення людини» за умови навчання, яке ґрунутється на чесному діалозі «учитель-учень», на їхній взаємній зацікавленості та повазі.

## Вибрані праці
- «Освіта для визволення»
- «Листи до Крістини»
- «Педагогіка надії»
- «Педагогіка пригноблених»
- «Виховання критичної свідомості»
- «Педагогіка душі»